# Élie Decazes

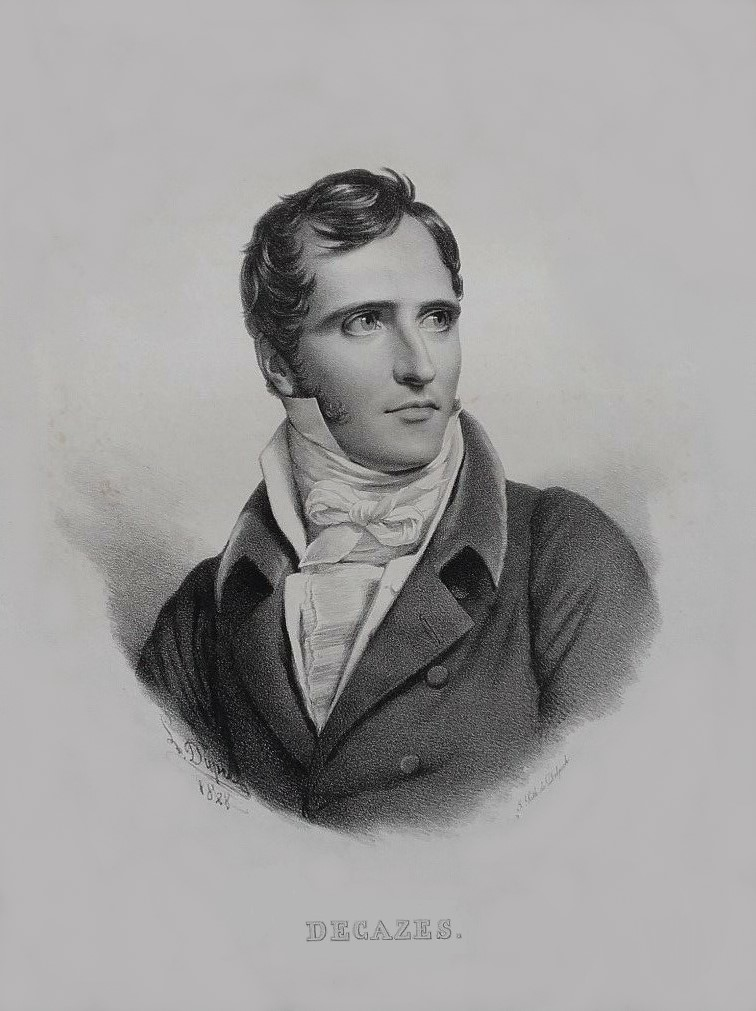
Élie, hertog Decazes

Élie Decazes de Glucksbierg (St. Martin-de-Laye, 28 september 1780 - Decazeville, 24 oktober 1860) was een Frans politicus en premier van Frankrijk.

## Loopbaan
Élie Decazes, lid van de familie Decazes de Glücksbierg, studeerde rechten en werd advocaat te Libourne en rechter in Parijs; in 1806 werd hij rechter in het departement Seine. Van 1807 tot 1810 was Decazes raadsheer aan het hof van koning Lodewijk van Holland. In 1811 werd hij raadsheer aan het beroepshof in Parijs en hetzelfde jaar eveneens secretaris van Letizia Bonaparte. Na de val van het keizerrijk verklaarde hij zichzelf royalist en aanhanger van koning Lodewijk XVIII. Hij weigerde tijdens de Honderd Dagen (1815) Napoleon te dienen. 
Koning Lodewijk XVIII, onder de indruk gekomen van de loyaliteit van Decazes, benoemde hem op 17 juli 1815 tot prefect van de politie van Parijs. In augustus 1815 werd hij voor het departement van de Seine in de Chambre introuvable gekozen. Op 24 september van dat jaar volgde hij Fouché op als minister van Politie. Als minister onderdrukte hij rellen die waren uitgelokt door de ultraroyalisten.
Als kamerlid behoorde Decazes tot de gematigde royalisten (Constitutionnels). Deze fractie was in de minderheid. Hij wist de koning te overreden de Chambre introuvable te ontbinden en nieuwe verkiezingen te houden waarna de gematigden een meerderheid behaalden (oktober 1816). 
In januari 1819 werd Decazes minister van Binnenlandse Zaken in het liberale kabinet-Dessoles. Ofschoon generaal Dessoles minister-president was, was Decazes de ware leider van het kabinet. Als minister schafte hij het ministerie van Politie af, omdat hij dit niet meer te verenigen vond met het nieuwe, liberale bewind. De hervormingen van Dessoles en Decazes werden tegengewerkt door de Kamer van Pairs (hogerhuis van edelen), waar de conservatieven en ultraroyalisten de meerderheid hadden, waarop de koning 60 nieuwe, liberale pairs creëerde. 
Op 19 november 1819 werd Decazes voorzitter van de ministerraad. Hij zette zich in om het koningschap van de Bourbons populair te maken onder Franse bevolking. Hij hief de uitzonderingswetten op en streefde naar een liberale kieswet. De moord op de hertog de Berry door een republikein (13 februari 1820), werd hij door de ultra's medeverantwoordelijk gesteld en op 17 februari trad hij als premier af. De koning benoemde hem tot hertog (reeds in 1818 was hij door de Deense koning tot hertog von Glücksbjerg gemaakt) en ambassadeur in Londen. In 1821 keerde hij naar Frankrijk terug en werd hij lid van de Kamer van Pairs, waar hij tot de gematigde liberalen behoorde. 
In 1830 koos Decazes de zijde van de hertog van Orléans, die kort daarop onder de naam Lodewijk Filips koning van Frankrijk werd. Van 1834 tot 1848 was hertog Decazes groot-referendaris van de Kamer van Pairs. Na de val van de Julimonarchie (1848) wijdde hij zich als ambteloos burger aan de vooruitgang van de industrie en nijverheid.

## Adellijke eerbewijzen
- Vanaf 27 januari 1815: Frans graaf Decazes (overgang bij eerstgeboorte)
- Vanaf 14 juni  1818: Deens hertog von Glücksbjerg (overgang bij eerstgeboorte)
- Vanaf 20 februari 1820: Frans hertog Decazes (overgang bij eerstgeboorte)

## Trivia

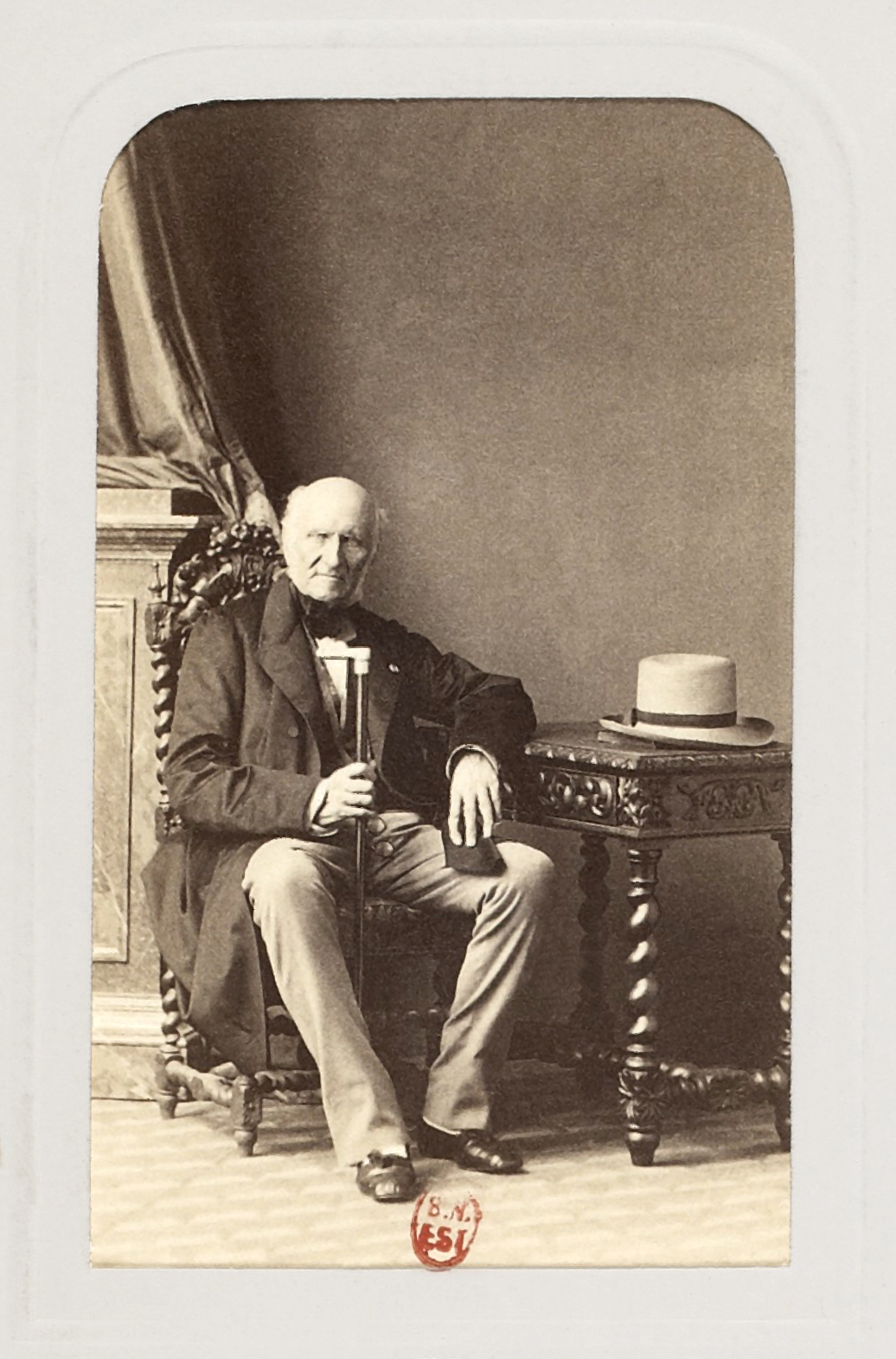
Elie Decazes, ca.1859

- In 1826 richtte Decazes een vereniging op ter bevordering van de kolen- en staalindustrie in de streek Aveyron. Het centrum van de kolen- en staalindustrie kreeg in 1829 de naam Decazeville.
- Zijn zoon Louis Charles Élie Amadieu, hertog Decazes, hertog von Glücksberg (1819-1886) was een pair van Frankrijk, na 1871 leider van de fractie der gematigde Orléanisten in het parlement en van 1873 tot 1877 minister van Buitenlandse Zaken.